# Matthias Eickhoff
Matthias Eickhoff (* 1957 in Wolfenbüttel) ist Professor für Marketing, Innovationsmanagement und Entrepreneurship an der Hochschule Mainz.

## Leben
Er studierte 1977–1984 Betriebswirtschaftslehre und Wirtschaftspädagogik an der Johann Wolfgang Goethe-Universität in Frankfurt am Main und promovierte 1987. Nach Marketingaufgaben in der Pharma- und Elektrowerkzeuge-Industrie sowie einer Werbeagentur übernahm er 1992 eine BWL-Professur an der Hochschule Mainz, wo er Arbeitsschwerpunkte in den Bereichen Markt- und Management-Strategien, Potenzialorientiertes Marketing, Business Creativity und EuroPreneurship entwickelte.
Er ist Initiator des europäischen Hochschulnetzwerkes COEUR (Competence in EuroPreneurship), das seit 2004 die Entwicklung einer europäischen Unternehmerkultur durch Stärkung interkultureller Kooperation unterstützt.
Matthias Eickhoff war 1997–2000 Vorsitzender der Deutschen Aktionsgemeinschaft Bildung-Erfindung-Innovation (DABEI) e.V. und Mitglied des Kuratoriums der Ellen-und-Max-Woitschach-Stiftung für ideologiefreie Wissenschaft und von 2000 bis 2005 Inhaber der Stiftungsprofessur und Geschäftsführender Leiter des „Instituts für Unternehmerisches Handeln“. Von 2002 bis 2018 war er außerdem Geschäftsführer des ITB Institut für Innovation, Transfer und Beratung gGmbH, Bingen.
Matthias Eickhoff ist als Speaker ebenso wie als Gutachter für verschiedene Unternehmen und Institutionen tätig, wie zum Beispiel die Stiftung-Industrieforschung oder VDI/VDE Er war Mentor des Forum Kiedrich und des Deutschen Gründerpreises. Von 2007 bis 2011 und von 2020 bis 2024 war er External Examiner der Business School der Robert-Gordon-University Aberdeen, u. a. für Studiengänge an Partnerhochschulen in Luzern und Zürich. Er war Visiting Professor an der ISCTE LUI in Lissabon und der Haaga-Helia in Helsinki und nimmt Lehraufträge an Hochschulen im In- und Ausland wahr. Seit 2014 gehört er dem Beirat der privaten accadis Hochschule Bad Homburg an.
Seit 2017 ist Matthias Eickhoff Mitgründer eines Start-Up-unternehmens und seit 2023 hat er die wissenschaftliche Leitung für das Angebot einer mittelständischen Zertifizierungsgesellschaft zur ISO 56002 Innovationsmanagement übernommen.

## Veröffentlichungen (Auswahl)
- Grundlagen einer Theorie der Binnenhandelspolitik. Strukturwandel und die Wahrnehmung der Handelsleistung durch den Konsumenten als Problem binnenhandelspolitischer Gestaltung in gerechtigkeitstheoretischer Perspektive. Lang, Frankfurt [u. a.] 1987.
- mit Christoph Jakob: Business Development: Business Creativity + Business Planning – Das Modell des „Business-Evolution-Process“ als Ansatz zur nachhaltigen Unternehmensentwicklung. In: Uwe Kamenz (Hrsg.): Applied Marketing. Anwendungsorientierte Marketingwissenschaft der deutschen Fachhochschulen. Springer, Berlin [u. a.] 2003.
- mit Christoph Jakob: Beyond Business Planning – The Role of Creativity in Sustainable Entrepreneurial Development. In: Bernd Jöstingmeier & Heinz-Jürgen Boeddrich (Hrsg.): Cross-Cultural Innovation. Results of the 8th European Conference on Creativity and Innovation. Deutscher Universitätsverlag, Wiesbaden 2005.
- mit Sabine Müller: COEUR-Idea Generation Workshops: Developing EuroPreneurship Through Intercultural Learning in University Networks. Paper presented at the 6th International Entrepreneurship Forum, Riga, 29. August – 1. September 2006. Website von COEUR (PDF) (Best Paper Award)
- Einbahnstraße Technologietransfer? Zur Neuorientierung der Wissenszusammenarbeit von Hochschule und Unternehmen. Paper presented at the 8th International Conference on Science-to-Business-Marketing and Successful Research Commercialisation. Münster, 1.–2. Oktober 2008, Fachtagung der Fachhochschule Münster.
- mit Andrew Turnbull: Business Creativity - Innovating European Entrepreneurship Education. In: Journal of Small Business and Entrepreneurship. Special Issue: Entrepreneurial Marketing. Vol. 24, Issue 1, Januar 2011, S. 139–150.
- mit Andrew Turnbull: All Business is Glocal: The Importance of a Regional Entrepreneurship Culture. Experiences from the COEUR-Project - Competence in EuroPreneurship. Paper presented at the Entrepreneurship and new venture creation - International Models and Benchmarks Indian Institute of Management, Bangalore 9. Dezember 2011
- mit Tomasz Dyczkowski: Creative in Diversity: Developing Entrepreneurial Talents in European University Networks - Experiences from an Intercultural, (Blended-) Team-Learning Opportunity. Paper presented at the 17th Nordic Conference on Small Business Research, Helsinki, 2012
- mit Virginia Trigo, Andrew Turnbull, Tomasz Dyczkowski: COEUR Developing Business Creativity and EuroPreneurship in European University Networks. Paper presented at the EFMD Entrepreneurship Conference, Madrid, 4.–5. March 2013
- Innovationscontrolling. In: Werner Pepels (Ed.): Marketing-Controlling. Beschaffung, Kommunikation und Vertrieb effektiv steuern. 2. aktualisierte Auflage, Düsseldorf, 2013.
- mit Virgina Trigo, Andrew Turnbull, Tomasz Dyczkowski: COEUR Developing Business Creativity and EuroPreneurship in European University Networks. In: Journal Advances in Higher Education, Volume 6, Issue 1/2014, pp. 76–101
- mit Tomasz Dyczkowski, Ricardo L. Sichel, Andrew Turnbull, Maija Suonpää, Tiit Elenurm: Exploring failure management strategies in the international context, Accounting and Business in a Sustainable post-Covid World. New Perspectives and Challenges, J. Dyczkowska, Red. 2022, S. 85–108. doi:10.15611/2022.997.9.06.
- mit Tomasz Dyczkowski: Failing successfully – theoretical foundations of failure management strategies, Accounting and Business in a Sustainable post-Covid World. New Perspectives and Challenges, J. Dyczkowska, Red. 2022, S. 73–84. doi:10.15611/2022.997.9.05.